# 奇美愛樂管絃樂團
奇美愛樂管絃樂團（英語：Chimei Philharmonic Orchestra）成立於2002年，是由台灣奇美集團所成立的管弦樂團。

## 歷史
最早成立的台南歌劇管絃樂團由鄭昭明老師擔任指揮，曾演出多部歌劇及音樂會。奇美管絃樂團於2003年成立對外演出，由日籍音樂家德岡直樹擔任指揮，樂團組成以年輕的台灣樂手為主，其足跡遍布台灣海內外，每年皆舉辦巡迴音樂會，除了經典古典名曲之外，奇美愛樂管絃樂團也多次將數首台灣民謠安排在音樂會曲目中，將古典音樂介紹給國內外觀眾。2007年初奇美決定將樂團朝向常態性組織邁進，更名為奇美愛樂管絃樂團，由台灣旅歐指揮呂景民擔任音樂總監。

## 外部連結
- 網站：百年樂章‧四季紅，《新竹縣政府文化局》，2005年7月27日 （页面存档备份，存于）
- 趙靜瑜：名琴盡出 奇美管絃樂團今晚獻藝，《自由時報》，2006年1月25日 （页面存档备份，存于）